# Narigón

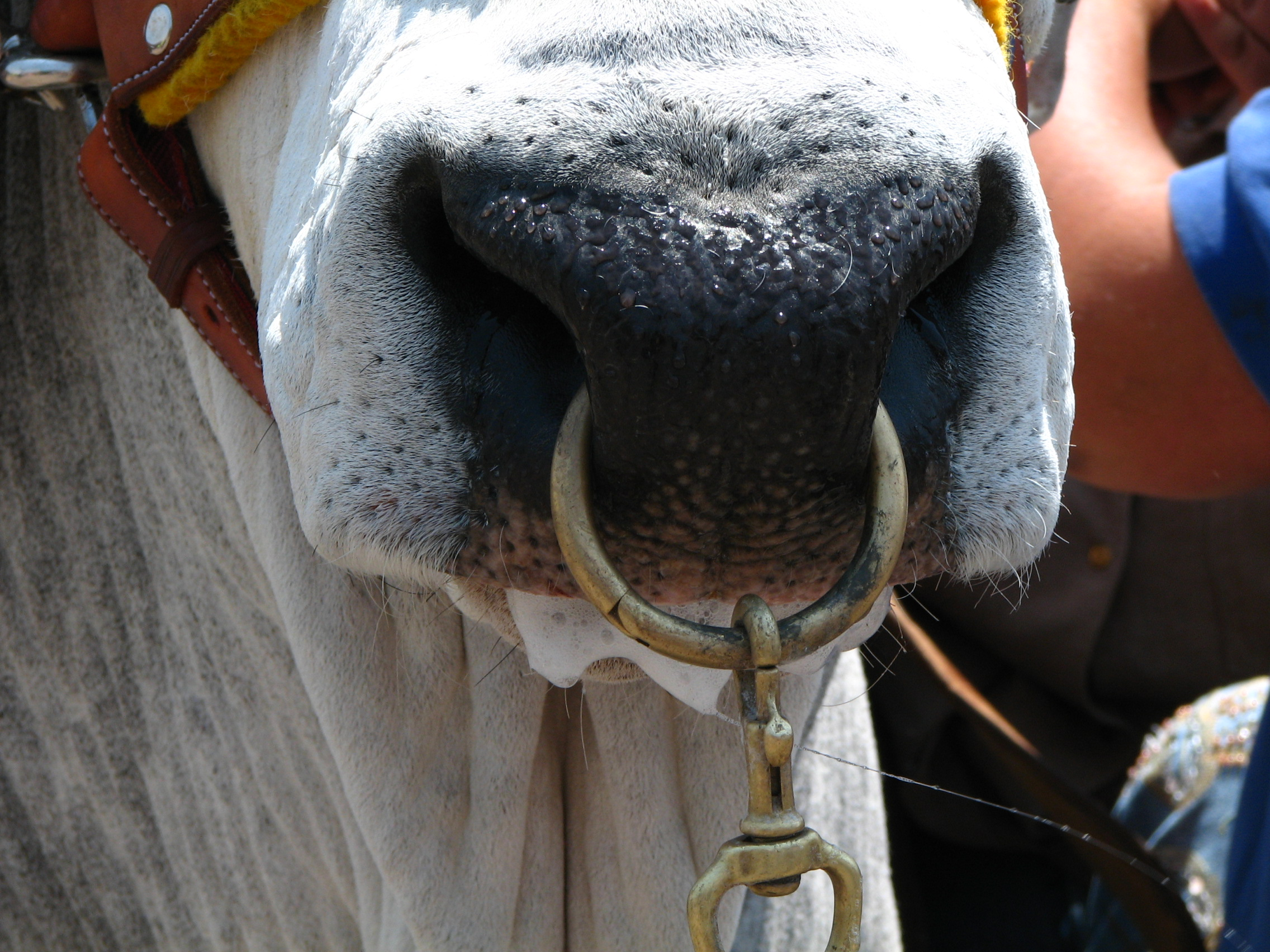
Narigón en la nariz de un toro

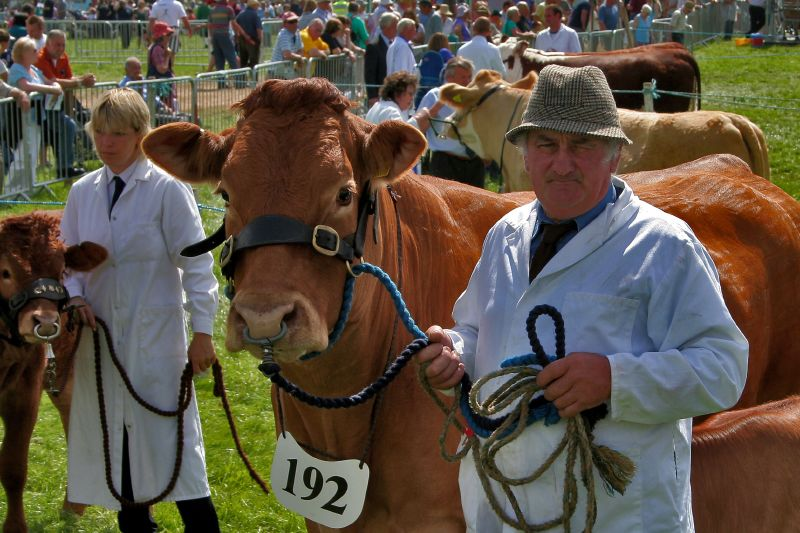
Narigones en la nariz del ganado en un espectáculo

Un narigón es un anillo que se inserta en la nariz de un animal. Los narigones se utilizan para controlar a los toros y ocasionalmente a las vacas, y para ayudar al destete del ganado joven impidiendo que sea amamantado. Los narigones se utilizan en los cerdos para disuadir el hozar . Algunos aros nasales se instalan a través de un orificio perforado en el septo nasal o en el borde de la nariz y permanecen allí, mientras que otros son herramientas temporales.

## Historia
Históricamente, el uso de los narigones para el control de los animales se remonta a los albores de la civilización humana. Se utilizaban en la antigua Sumeria y se podían ver en el Estandarte de Ur, donde se utilizaban tanto en bovinos como en los equinos. Hay teorías de que el símbolo de la vara y el anillo es un cayado de pastor y una cuerda para la nariz.

## Narigones para el destete de terneros

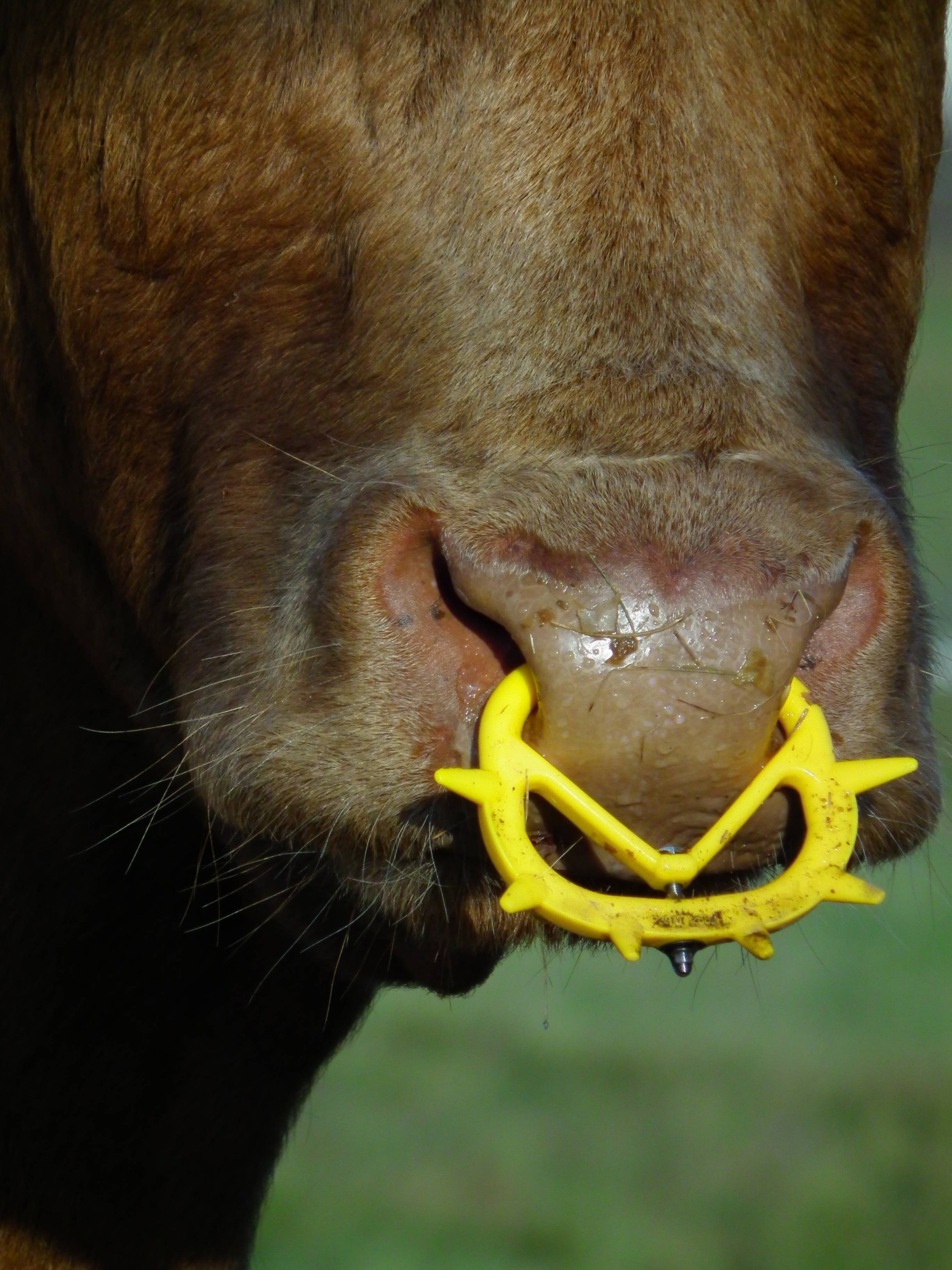
Un narigón de destete para terneros impide la lactancia

Los narigones para el destete de terneros son dispositivos antisucción. Estos aros nasales (normalmente hechos de plástico) se enganchan en la nariz sin perforarla y son reutilizables. Proporcionan una alternativa a la separación de los terneros de sus madres durante el período de destete. Tienen púas de plástico que resultan incómodas para la madre cuando su cría presiona contra su ubre, lo que hace que rechace los esfuerzos de la cría por succionar. El uso de narigones para el destete de terneros reduce el estrés del destete al separarlo en dos etapas. Primero, se desteta al ternero y deja de amamantar; esta etapa suele durar hasta 14 días. Luego, el ternero se separa de su madre. Los narigones de destete también están disponibles para ovejas y cabras.

## Narigones para el ganado adulto
El narigón ayuda al guía a controlar un animal potencialmente peligroso con un riesgo mínimo de lesión o interrupción al ejercer tensión en una de las partes más sensibles del animal, la nariz. Los toros, al ser especialmente animales fuertes y a veces impredecibles que, si no se controlan, pueden matar o herir gravemente a un cuidador humano.
El control del toro se puede realizar sosteniendo el narigón con la mano, atandole una cuerda o sujetándolo a un bastón o a un poste de toro . Se puede atar una cuerda o cadena del narigón a los cuernos del toro o a un collar para la cabeza para tener un control adicional. También, se puede dejar suelto un trozo corto de cadena o cuerda colgando del narigón de un toro agresivo, de modo que cuando se agache de manera amenazante, el toro pisará la cadena y se disuadirá de atacar. Esta correa colgante también puede facilitar la captura y el control de un toro juguetón.
Por razones de seguridad, muchas sociedades de espectáculos exigen que los toros de más de 10 meses estén acompañados por dos personas, usen un cabestro y correa, y sean conducidos con una cuerda, cadena o pértiga atada al narigón del toro.

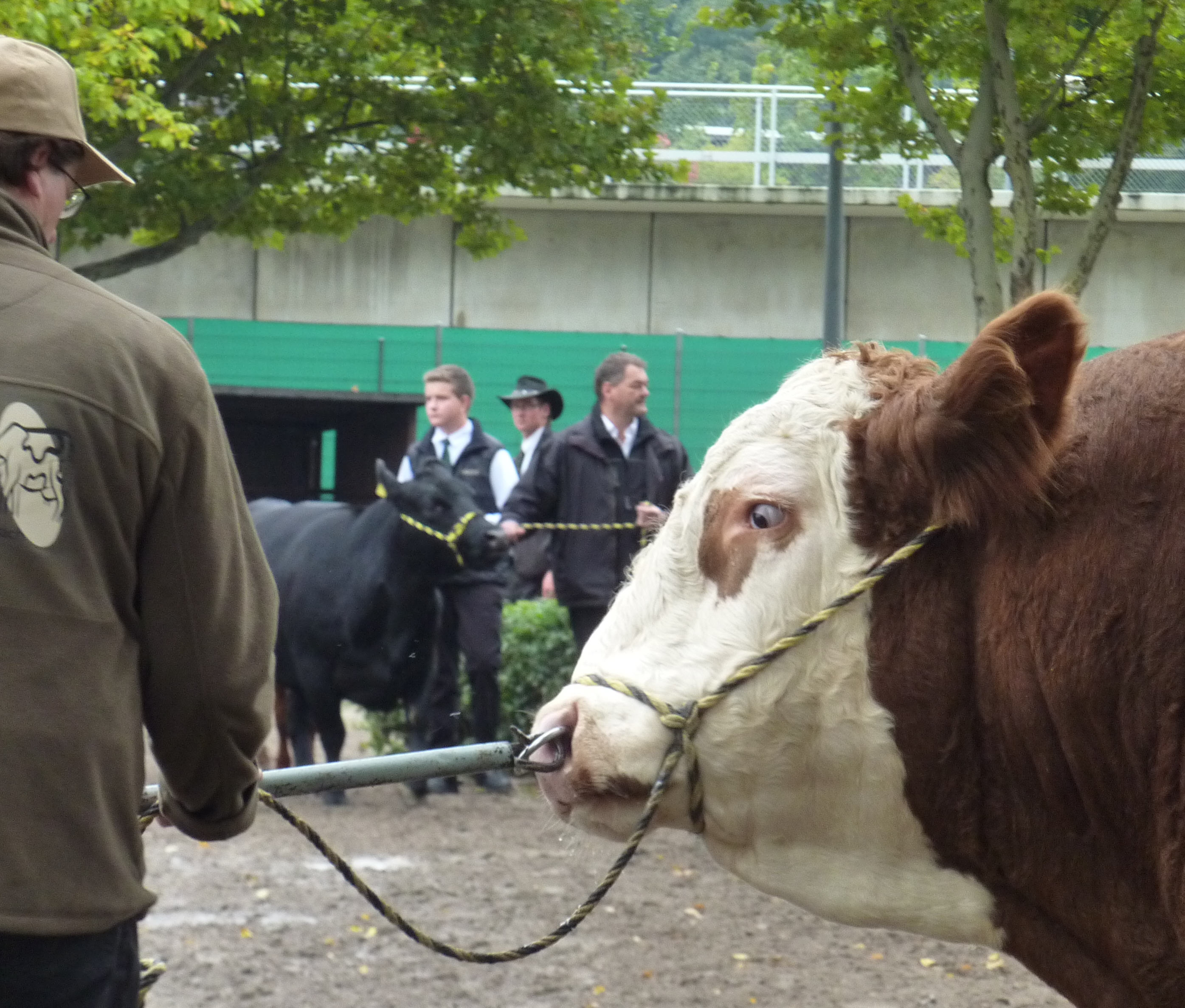
Un bastón de toro enganchado a un narigón.

Un palo de toro o bastón de toro es un poste de madera o metal con un gancho especial en el extremo que se engancha en el narigón de la nariz. El James Safety First Bull Staff (1919) era un tubo de acero de cinco pies de largo con un gancho de bloqueo en el extremo del toro operado desde el extremo del poste del cuidador. El palo se usa para mantener una distancia entre el cuidador y el toro, y se puede usar para empujar a un toro fuera del corral sin necesidad de que el cuidador entre al corral para limpiarlo o alimentarlo. Existe cierto riesgo de que un toro pueda empujar el bastón hacia el cuidador si se porta mal. Un texto veterinario recomienda el uso de un bastón de toro además del cabestro:
Si decide tener un toro, asegúrese de estar preparado para manejarlo adecuadamente. Muchos cuidadores confían en un narigón para controlar a un toro. Pero un anillo en la nariz no sirve a menos que tengas un bastón de toro y lo uses. Un bastón de toro es un poste con un broche en el extremo que se engancha a la plaza de toros. Guiar a un toro con un bastón te da mucho más poder de manejo ya que el toro no puede acercarse más a ti de lo que permite la longitud del bastón. Llevarlo solo por una cadena en el narigón le permite atropellarte a voluntad. Incluso con un bastón, es inteligente no confiar nunca completamente en el narigón; He visto toros arrancarse los narigones de la nariz cuando se enojaban lo suficiente. : 27 
Los narigones de los toros suelen tener 3 a 5 pulgadas (8 a 13 cm) de diámetro, dependiendo del tamaño del toro. Los narigones por lo general están hechos de aluminio, acero inoxidable o cobre, en forma de un par de semicírculos articulados, que se mantienen cerrados mediante un pequeño perno de auricalco cuya cabeza se rompe durante la instalación. Si es necesario quitar un anillo (por ejemplo, si el toro se ha quedado sin él), se corta o se desenrosca.
El narigón normalmente se coloca al toro entre los 9 y 12 meses de edad. Suele realizarlo un veterinario, que perfora el septo nasal con un bisturí o un punzón. Los anillos autoperforantes (con extremos afilados diseñados para pasar a través del tabique y luego juntarlos con un tornillo) han estado disponibles durante muchos años; Estos también suelen ser instalados por un veterinario y no por el propietario.

## Narigones de los cerdos

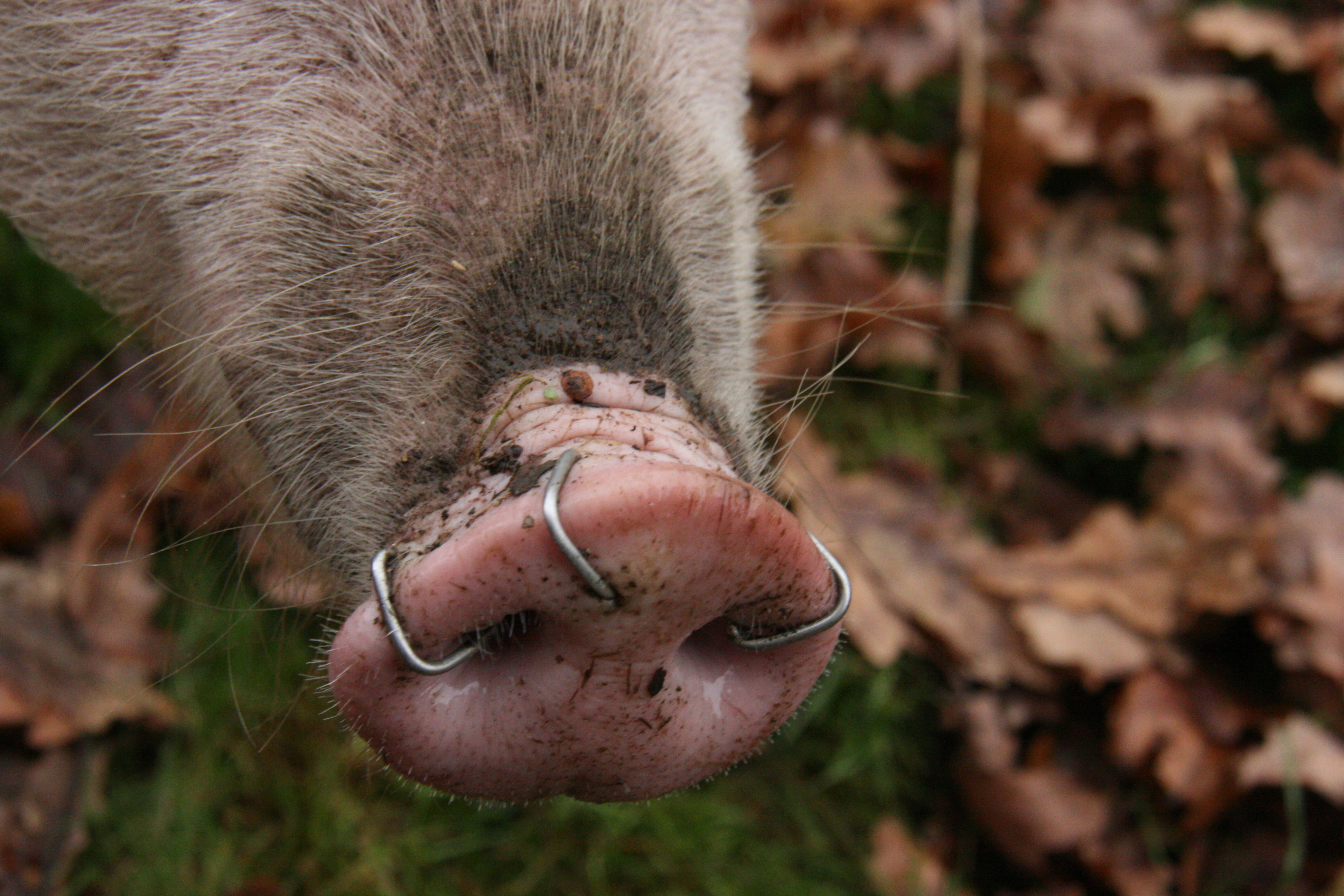
Narigón en la nariz de un cerdo

Hozear es el acto en el que un cerdo empuja algo con su hocico, como la tierra, para desenterrar plantas para comer. En algunas circunstancias, los propietarios de cerdos pueden considerar esto indeseable. Los narigones en la nariz hacen que hozear sea doloroso para el animal, aunque un cerdo anillado todavía puede buscar alimento libremente entre la hojarasca y la vegetación de la superficie. En ocasiones, las regulaciones locales pueden exigir que se les coloque narigones a los cerdos, tal es el caso de los cerdos de granja que son liberados en bosques públicos.
Los narigones diseñados específicamente para cerdos suelen consistir en anillos abiertos de alambre de cobre o acero con extremos afilados, de unos 1 plg (25 mm) de diámetro. Por lo general, se sujetan al borde de la nariz en lugar de a través del septo nasal, ya que esto es mucho más doloroso para el cerdo y se considera "por lo tanto, más eficaz para disuadir al cerdo de hozear cuando se compara a la perforación del septo nasal". Dado que suelen desprenderse, se suele colocar entre tres a cuatro narigones en cada cerdo.